# Taxa

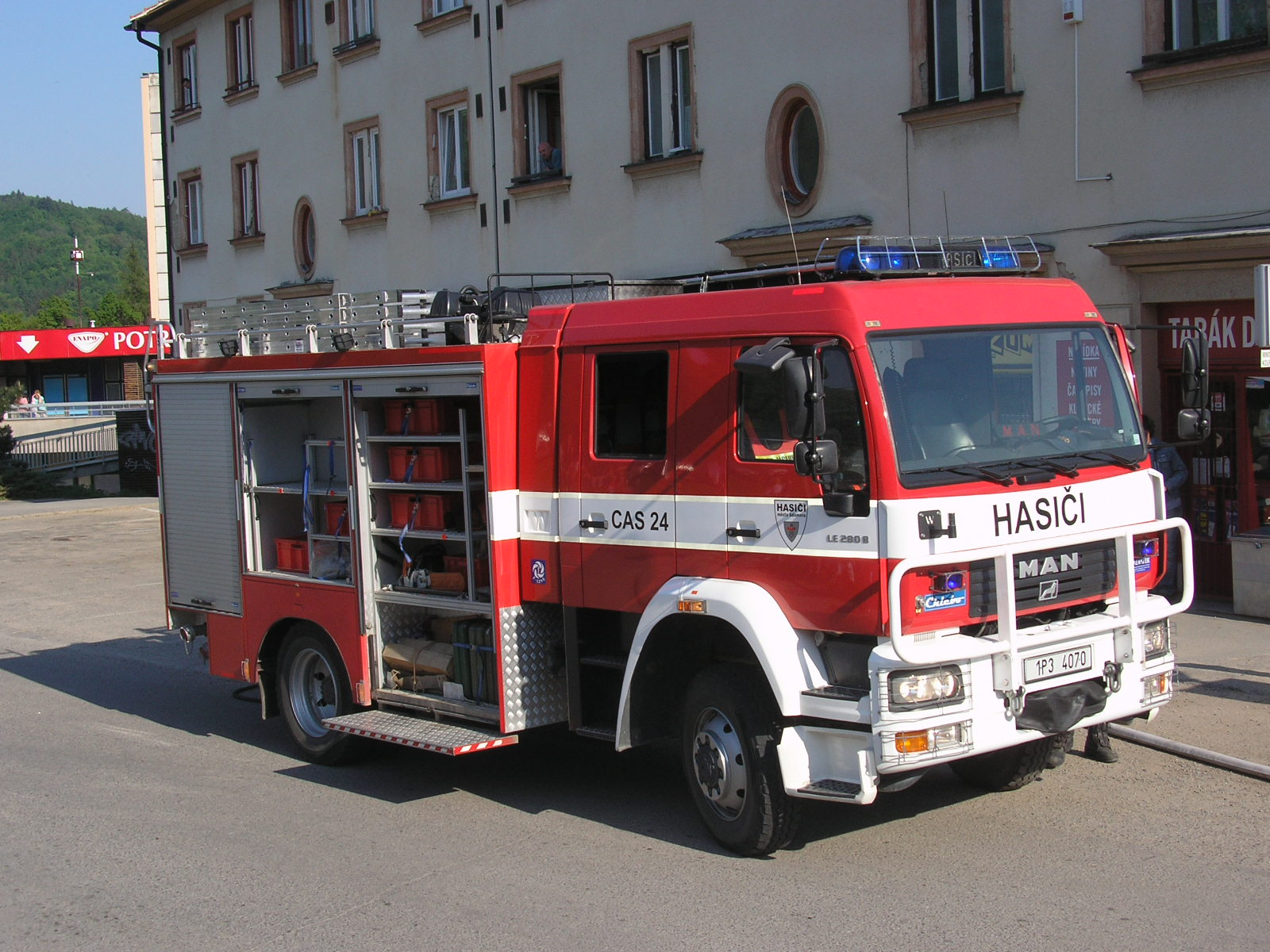
O serviço de bombeiro é um exemplo de atividade que costuma ser financiada pela cobrança de taxa.

Taxa é um  tributo cujo fato gerador é a prestação regular do poder de polícia ou a utilização, efetiva ou potencial, de serviço público específico e divisível prestado ou colocado à disposição do usuário.Taxa é uma porcentagem acrescida sobre o valor principal referente à cobertura dos custos de um produto ou serviço prestado, podendo variar de acordo com as flutuações do mercado em questão.  

## No Brasil
Na legislação tributária brasileira, taxa é um tributo que corresponde à contraprestação de serviços públicos ou de benefícios postos à disposição ou custeados pelo Estado, em favor do contribuinte ou por este provocado (definição de Aliomar Baleeiro).[carece de fontes?]
Ou seja, é uma quantia obrigatória em dinheiro paga em troca de algum serviço público fundamental (ou para o exercício do poder de polícia), oferecido diretamente pelo Estado.
A taxa, assim como os demais tributos, possui base de cálculo definida na lei instituidora. A base de cálculo deve ter relação com o custo da atividade prestada pelo Estado. Os valores dependem apenas do serviço prestado. Taxas também são vinculadas a um destino: manutenção e desenvolvimento do próprio serviço prestado.
Um conceito bastante similar é o de tarifa. Na tarifa, o serviço prestado é facultativo, e o pagamento é coletado indiretamente pelo Poder Público, através de terceiros. 
Exemplos de taxas são as taxas de recolhimento de lixo urbano, taxas de incêndio etc.
A taxa é um tributo com incidência vinculada a uma atividade da administração pública que se refere direta ou indiretamente ao contribuinte, destinatário da ação do estado, atrelando-se à atividade pública e não à ação do particular" (definição de Eduardo Sabbag).
As taxas podem ser divididas em dois tipos: 
- Taxa de polícia (fiscalização), quando a mesma é usado para fiscalização. Será exigida em virtude de atos de polícia realizados pela administração pública (artigo 78 do Código Tributário Nacional).

- Taxa de serviço ou de utilização: será cobrada mediante prestação estatal de um serviço público específico e divisível (artigo 79 do CTN)

O serviço público prestado deve ser:
- divisível: suscetível de utilização individual pelo contribuinte
- específico: destacável em unidades autônomas